# Elli Avram
Elisabet Emelie Avramidou Granlund, mest känd som Elli Avram, även skrivet Elli AvrRam, född 29 juli 1990 i Stockholm, är en svensk-grekisk skådespelerska, verksam inom Bollywood-film och bosatt i Bombay i Indien.

## Biografi
Elli AvrRam växte upp i Stockholm med en grekisk far och en svensk mor, skådespelerskan Maria Granlund, och fick redan som barn ett stort intresse för indisk filmkultur. Vid sjutton års ålder studerade hon indisk dans och blev medlem i dansgruppen Pardesi Dance Group i Sundbyberg med uppvisningar runt om i Skandinavien, mestadels till Bollywood-sånger. År 2010 tävlade hon i skönhetstävlingen Miss Greece (Fröken Grekland), och i september 2012 flyttade hon från Sverige till Bombay i Indien. Hennes första jobb där var en tv-reklam för batterimärket Eveready Batteries.
Trots sin totala språkbrist inom hindi lyckades hon lära sig att uttala orden och blev accepterad som filmskådespelerska. Hon har efter hand lärt sig språket och fick sitt genombrott med huvudrollen i Saurabh Varmas komedithriller Mickey Virus i oktober 2013.2013 var hon deltagare i den indiska versionen av Big Brother, kallat Big Boss, där hon klarade sig inne i huset i 70 dagar.
Elli AvrRam medverkade i TV-programmen Skavlan den 20 november 2015 och Carina Bergfeldt den 10 februari 2023.

## Filmografi
- 2008 Förbjuden frukt
- 2013 Mickey Virus
- 2015 Kis Kisko Pyaar Karoon
- 2019 Typwriter

## TV
- 2013 Big Boss 7 (deltagare)
- 2014 Jhalak Dikhhla Jaa
- 2015 Comedy Nights with Kapil

## Övrigt
- 2014 "Habibi" (sång – musikvideo av Rahat Fateh Ali Khan, feat. Salim–Sulaiman)
- 2015 The Voice India (gäst)